# Nothingwood
Pour plus de détails, voir Fiche technique et Distribution.
Nothingwood est un documentaire français réalisé par Sonia Kronlund, sorti en 2017.
Il est présenté à la Quinzaine des réalisateurs au Festival de Cannes 2017.
Le titre du documentaire est tiré d'une réplique de Salim Shaheen : « Kaboul, ce n’est ni Hollywood ni Bollywood, c’est Nothingwood parce qu’il n'y a pas d’argent, il n'y a aucune aide, pas de matériel, rien ».

## Synopsis
Sonia Kronlund suit Salim Shaheen, acteur-réalisateur de plus de 110 films de série Z très populaires en Afghanistan, sur le tournage d'un de ses films.

## Fiche technique
- Titre français : Nothingwood
- Réalisation : Sonia Kronlund
- Photographie : Éric Guichard, Alexander Nanau
- Montage : Sophie Brunet, George Cragg
- Société de production : Gloria Films, en association avec Cinéventure 1
- Pays d'origine :  France
- Format : couleur - 35 mm - 1,85:1
- Genre : documentaire
- Durée : 85 minutes
- Dates de sortie : 
  -  France : 24 mai 2017 (Festival de Cannes 2017), 14 juin 2017 (sortie nationale)

## Accueil

### Accueil critique
L'accueil critique est positif : le site Allociné recense une moyenne des critiques presse de 4,0/5, et des critiques spectateurs à 3,5/5.
Pour Nathalie Simon du Figaro, « la journaliste et réalisatrice Sonia Kronlund révèle une figure hors du commun : Salim Shaheen, un acteur, réalisateur et producteur prolifique afghan extrêmement célèbre dans son pays. [...] Rabelaisien, volubile, excessif, l'artiste fan de Bollywood et des films de Bruce Lee donne une voix à ceux qui n'en ont pas tandis que les attentats se poursuivent dans son pays. » Le film montre aussi un autre visage de l'Afghanistan et un amour incoercible du cinéma.
Pour Murielle Joudet du Monde, « Salim Shaheen est un personnage plus grand que la vie, inespéré pour un documentaire, Kronlund le sait et trouve le regard qu’il faut poser sur cet homme, sans apitoiement ni surplomb. [...] La véracité importe peu à cet homme pour qui un mensonge poétique vaudra toujours plus qu'une sinistre vérité. La sinistre vérité est aussi celle d'un pays, l'Afghanistan, ravagé par les guerres et conflits successifs. [...] Que ses propos soient véridiques ou totalement inventés, le réalisateur est à l'image du mythe du dragon d’Ali : l'histoire qu'on se raconte vaut plus que ce qui arrive vraiment. On pourrait craindre que cette compénétration entre vie et fiction recouvre une sorte de cliché sur les vertus du cinéma. C'est pourtant ce type d'écueil qu'évite habilement Nothingwood, en démontrant que ce qui, pour nous, relève d'une banalité, est pour d'autres une nécessité absolue. Une question de survie. ».
Pour Didier Péron de Libération, « le film dépasse le cap de l'anecdotique ou du reportage embedded au cœur des curiosités exotiques. Notamment parce que la débrouillardise de Salim Shaheen, son absence de surmoi esthétique, son énergie de gamin insupportable se détachent sur un fond de désespérance politique que la consommation abusive de ces sous-produits bourre-pif et pliés en quatre jours de tournage ne saurait résoudre, mais sait d'évidence apaiser ».

### Box-office
- France : 10 890 entrées[6]